# Tacubaya
Tacubaya (del náhuatl atlacuihuayan, "donde se recoge el agua") es un pueblo histórico de la Ciudad de México. En la primera mitad del siglo XX se conurbó con la capital y desde entonces forma parte de ella. En la actualidad, el territorio del antiguo Tacubaya incluye a la colonia del mismo nombre, Ampliación Daniel Garza, San Miguel Chapultepec II Sección y partes de la colonia Observatorio y Escandón, en la alcaldía Miguel Hidalgo de Ciudad de México. La zona se ubica al poniente de la ciudad.

## Etimología
En la época prehispánica, se le conoció como Atlacuihuayan, que significa, según Antonio Peñafiel, "lugar donde se toma el agua", según Diego Durán "donde se coge el agua" o, según el Códice Aubin, "lugar donde se labró el Atlatl". De un barbarismo español de esa toponimia surge el actual nombre de Tacubaya.

## Historia

### Época prehispánica

Glifo de Tacubaya

En la cercanía del pueblo de Tacubaya en la hoy colonia de La Palma, se encontraron los vestigios de asentamientos humanos más antiguos en la zona, unas puntas de flecha del año 1000 a. C., aproximadamente.
En la época prehispánica los mexicas le dieron el nombre de Atlacuihuayan, lugar donde se toma el agua en náhuatl. Fue uno de los lugares en los que se establecieron los tenochcas durante su peregrinar. Al fundarse la ciudad de México–Tenochtitlan, sus habitantes proporcionaron buena parte de la tierra y piedras que formaron la base de la ciudad en el centro del lago. En la conquista fue tomada por Cortés para cortar y controlar el acueducto de Chapultepec.

### Virreinato

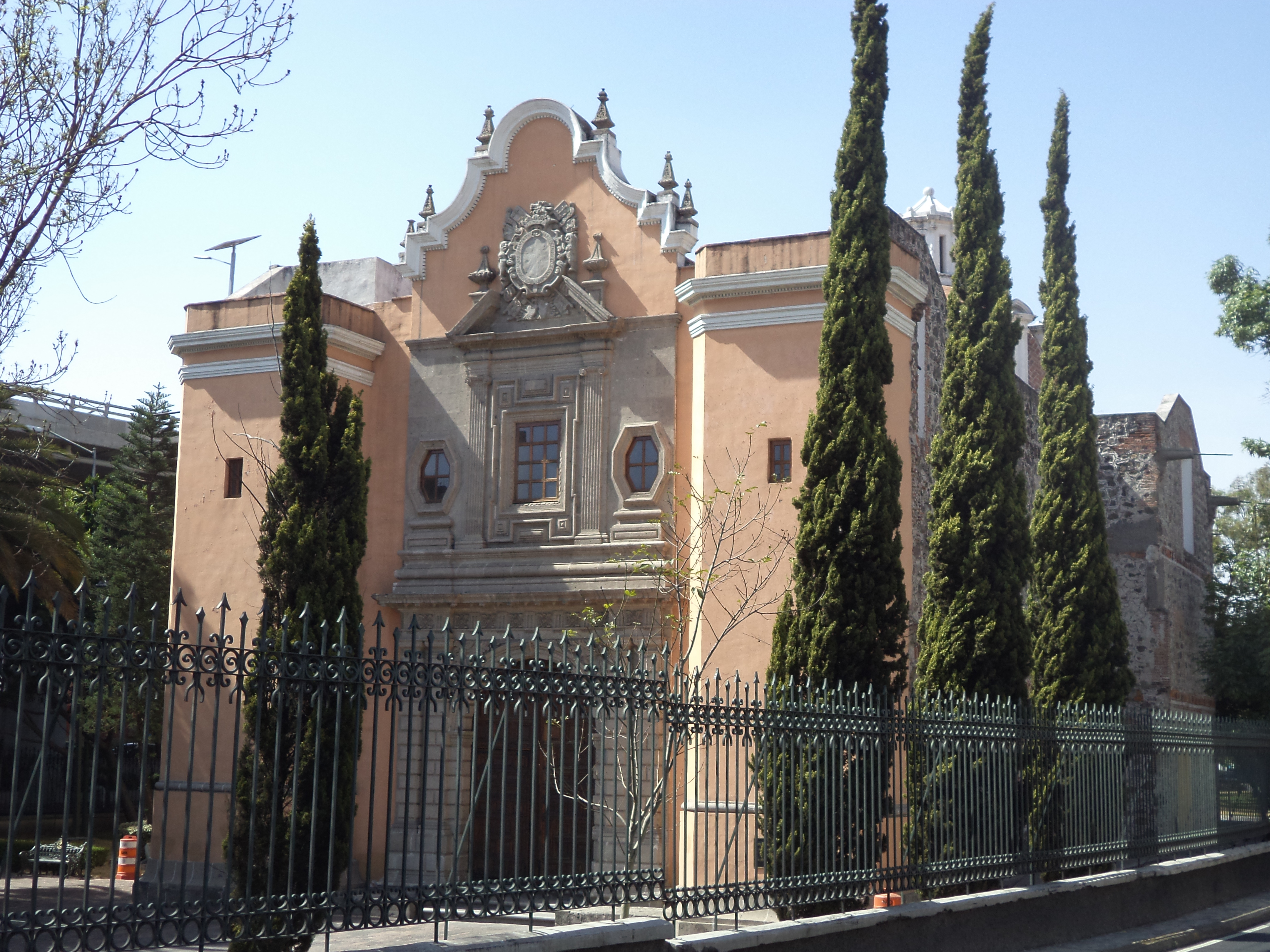
ex templo de San José, actualmente Museo Nacional de la Cartografía

En el virreinato dependió de Coyoacán y Tacuba, y fue conocida como zona de descanso por la élite colonial, dado su magnífico clima y su ubicación en una zona elevada sobre el nivel del lago, lo que le permitió permanecer seca cuando Ciudad de México estuvo inundada. De hecho, se estudió la posibilidad de convertirla en capital, lo mismo durante el Virreinato de la Nueva España como en el primer siglo de la independencia, gracias a la altura elevada que le permitía estar relativamente a salvo de las inundaciones.

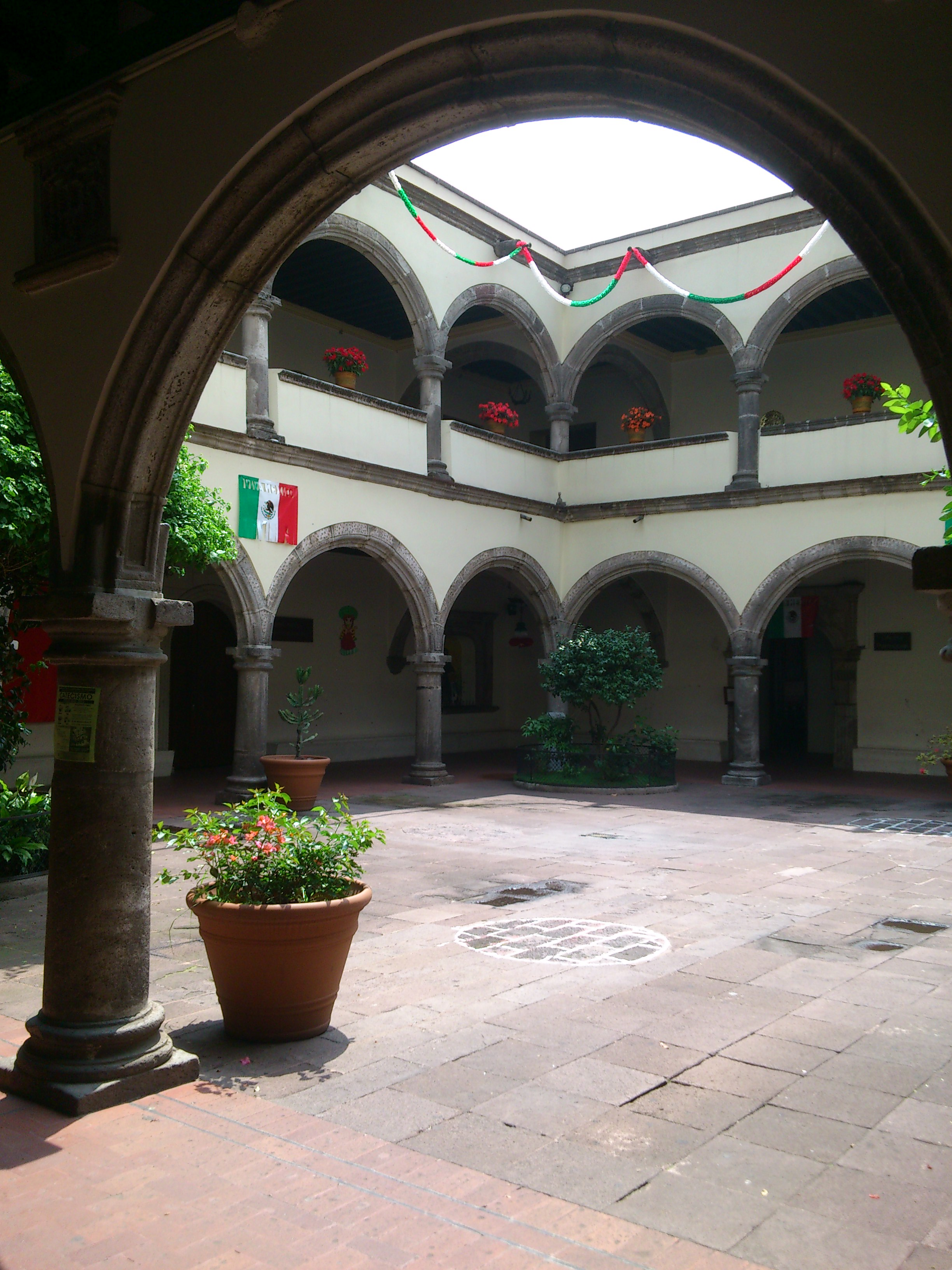
Claustro del ex Convento de la Candelaria

Fue además el lugar donde se establecieron los molinos de Santo Domingo y Valdés movidos por aguas, que provenientes de Cuajimalpa conformaron el acueducto de Tacubaya, el cual pasaba por esta población; incluso, uno de sus barrios lleva el nombre de El Chorrito, ya que los habitantes picaban la tubería para tener agua. Entre los pobladores ilustres de esta época se encontraron el obispo y virrey Juan de Palafox y Mendoza, que construyó una casa conocida hoy como Ex-Arzobispado, que tiene gran valor histórico, junto con el Convento de Santo Domingo.

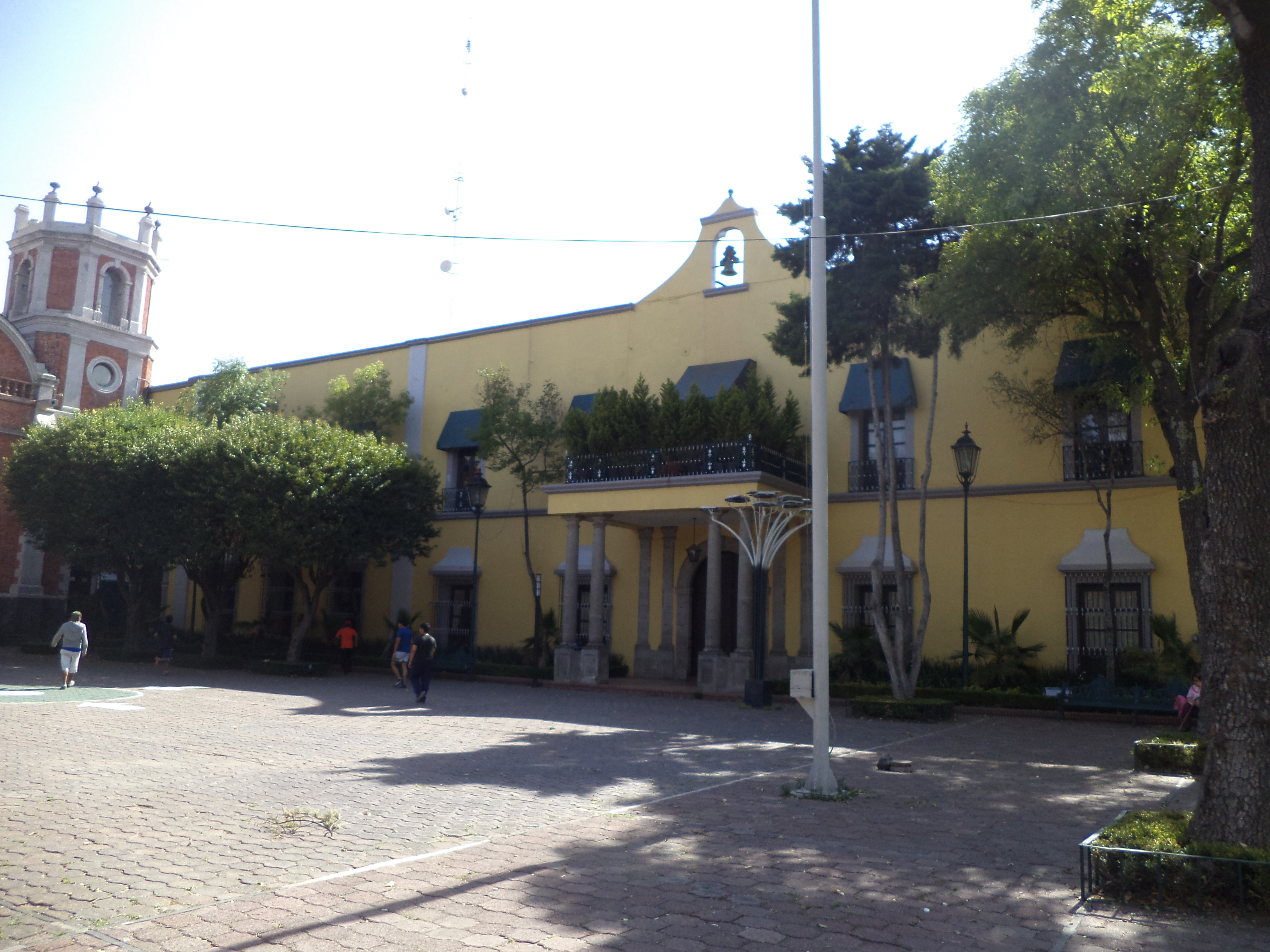
Casa campestre del Marqués de las Amarillas actualmente sede de la alcaldía Miguel Hidalgo

Por estas particularidades fue reclamado por Hernán Cortes como parte de su Marquesado del Valle de Oaxaca y fue en sus proximidades donde el fraile Vasco de Quiroga creó el primer pueblo escuela de Santa Fe para indígenas.
Así mismo, la confluencia de lagos y arroyos permitían que la zona se prestara para el cultivo de naranjos, olivos y ciruelos. Se establecieron varios obrajes de paño y molinos, algunos propiedad (en su momento) del mismo Cortés. De hecho, se pueden encontrar vestigios de un molino en la Casa de la Bola, localizada en la calle de parque Lira.
La obra El Periquillo Sarniento del escritor José Joaquín Fernández de Lizardi rememora la vida en el convento de San Diego, situado en Tacubaya, con las aventuras de ese personaje.

### Independencia
Como paso para el poniente del valle de México, e inicio del camino Real de Toluca, Tacubaya atestiguó el paso de la tropa realista que enfrentó al ejército insurgente en el monte de las Cruces, y su triunfal regreso; incluso, fue tomada momentáneamente por fuerzas de avanzada de los insurgentes. Por otro lado el antiguo palacio del Arzobispado sirvió como cuartel del Ejército Trigarante, durante los días previos a la entrada de la Ciudad de México y la consumación de la independencia.
Varios estudiosos consideran inexplicable la actitud de Miguel Hidalgo, quien decidió retirarse después del triunfo insurgente de Las Cruces teniendo a la mano la posibilidad de invadir la capital de la Nueva España con un ejército no sólo numeroso sino triunfador. Avanzar hacia las goteras de Ciudad de México era la idea de Allende, quien participó en esta campaña -en las filas realistas estaba, ni más ni menos que Iturbide-. Pero prevaleció la idea del cura antes que la del militar y el ejército insurgente se replegó, con lo que comenzó a declinar tanto la estrella de Hidalgo, como su cercanía y confianza con Allende. En Tacubaya se decidió, pues, el derrotero que seguiría el movimiento de Independencia.

### México Independiente

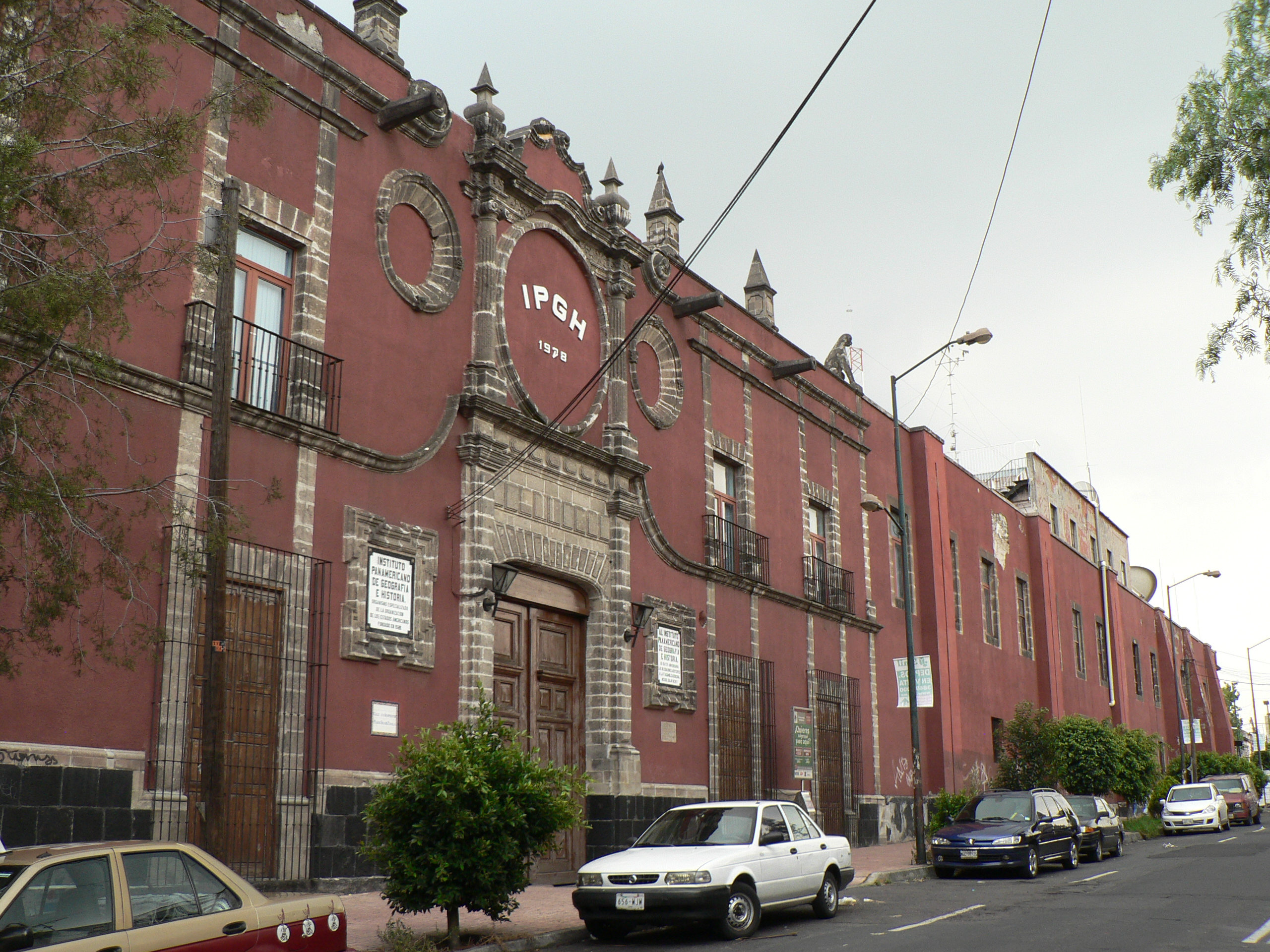
Antiguo palacio del arzobispado

El 28 de septiembre de 1821, la Junta Provisional Gubernativa, primera instancia gobernativa del México Independiente, abrió su primera sección en el ex Arzobispado.

### Congreso de Panamá
En junio de 1826 a propuesta de Simón Bolívar se realizó en la Ciudad de Panamá una serie de juntas donde embajadores de los recientemente estados americanos independientes, realizaron una serie de pláticas y tratados concernientes a unificar en una confederación a los estados de América con la idea básica de la mutua protección militar y posteriormente la organización política unificada, a lo cual se llegó a un acuerdo previo pero sin ratificarse los acuerdos.
El 15 de agosto de 1826 se volvieron a reunir los embajadores de los Estados miembros en el palacio del Ex-Arzobispado, los cuales no habían ratificado aún los convenios por lo que no se llegó a la conclusión de los trabajos, quedando estancada la cuestión, ya que en años posteriores los estados sudamericanos y centroamericanos se disolvieron en los estados nacionales actuales.
Estas conferencias fueron el antecedente de la Organización de Estados Americanos (OEA).[cita requerida]

### Guerra de los Pasteles
Frente a la hoy embajada rusa (en avenida Revolución), se suscitó el incidente que dio nombre a la guerra de los Pasteles, entre México y Francia, por el reclamo de indemnizaciones a ciudadanos franceses, lo cual derivó en la irrupción del ejército francés en territorio mexicano, la toma del puerto de Veracruz y la intervención de aquella nación europea.

### Intervención estadounidense
En 1841 se promulgaron en el pueblo de Tacubaya las bases que dieron fin al movimiento armado de Mariano Paredes y Arrillaga y Antonio López de Santa Anna con Anastasio Bustamante; que dejó debilitado al Gobierno mexicano para resistir la invasión estadounidense, misma que había iniciado, entre otras causas, por las quejas ante la debilidad mostrada por el Gobierno ante la Guerra de Texas y la pérdida ante inmigrantes ilegales anglosajones del estado de Texas, que el mismo Santa Anna había validado con su firma.
Por estas fechas, se traslada el colegio militar del ex Arzobispado al castillo de Chapultepec, donde le tomó la intervención.
Durante la intervención estadounidense de 1847, tanto el ex arzobispado como el Convento de Santo Domingo hoy «Cuartel del 1.er Regimiento y Zona Militar No. 1», fue cuartel de las tropas invasoras y donde se dieron los juicios a los integrantes del Batallón de San Patricio.

### Guerra de Reforma
En diciembre de 1857 y luego de las luchas bajo el Plan de Ayutla y la derrota y destierro de Antonio López de Santa Anna, con el apoyo del presidente Constitucional Ignacio Comonfort, el partido conservador emitió en el antiguo Arzobispado el Plan de Tacubaya mediante el cual desconocieron la reciente Constitución de 1857, dando así origen a la guerra de Reforma, que duró tres años y tuvo su capítulo más amargo para Tacubaya en el de los llamados Mártires de Tacubaya.

#### Mártires de Tacubaya
El 11 de abril de 1859, las fuerzas republicanas al mando del general Santos Degollado se encontraban en Tacubaya, con instrucciones del gobierno de Benito Juárez de atacar la ciudad para distraer las tropas que sitiaban la ciudad de Veracruz, donde se hallaba el gobierno federal; los combates en esta fecha eran muy reñidos y resultaron favorables a los conservadores. Santos Degollado fue derrotado y dejó en el campo de batalla cantidades considerables de heridos y muertos, así como doscientos soldados que cayeron prisioneros. De estos el general Leonardo Márquez recibió órdenes del presidente conservador Miguel Miramón (ambos vecinos del pueblo) de asesinar a la oficialía, pero en un exceso de fuerza, mandó fusilar a oficiales y civiles, entre los que se hallaban médicos, enfermeros (hasta un extranjero que al ser herrero fue llevado por los republicanos para reparar los cañones) y varios vecinos del pueblo, como el poeta veracruzano Juan Díaz Covarrubias. Por esta acción a Leonardo Márquez se le conoce como "el Tigre de Tacubaya" y a las víctimas como "los Mártires de Tacubaya"., esto ocurrió en el antiguo arzobispado y fueron enterrados en un panteón que fue destruido al ampliarse la avenida Revolución.
Actualmente, como homenaje póstumo a los "Mártires de Tacubaya", se puede encontrar la "Plaza del Médico", sobre avenida Revolución, casi enfrente del Hotel Courtyard Mexico City Revolución (antes Radisson Hotel Flamingos), donde en una placa de bronce se recuerda la violencia y crueldad de la historia que dejó a Tacubaya marcada en las páginas negras de la historia.

### Segundo Imperio

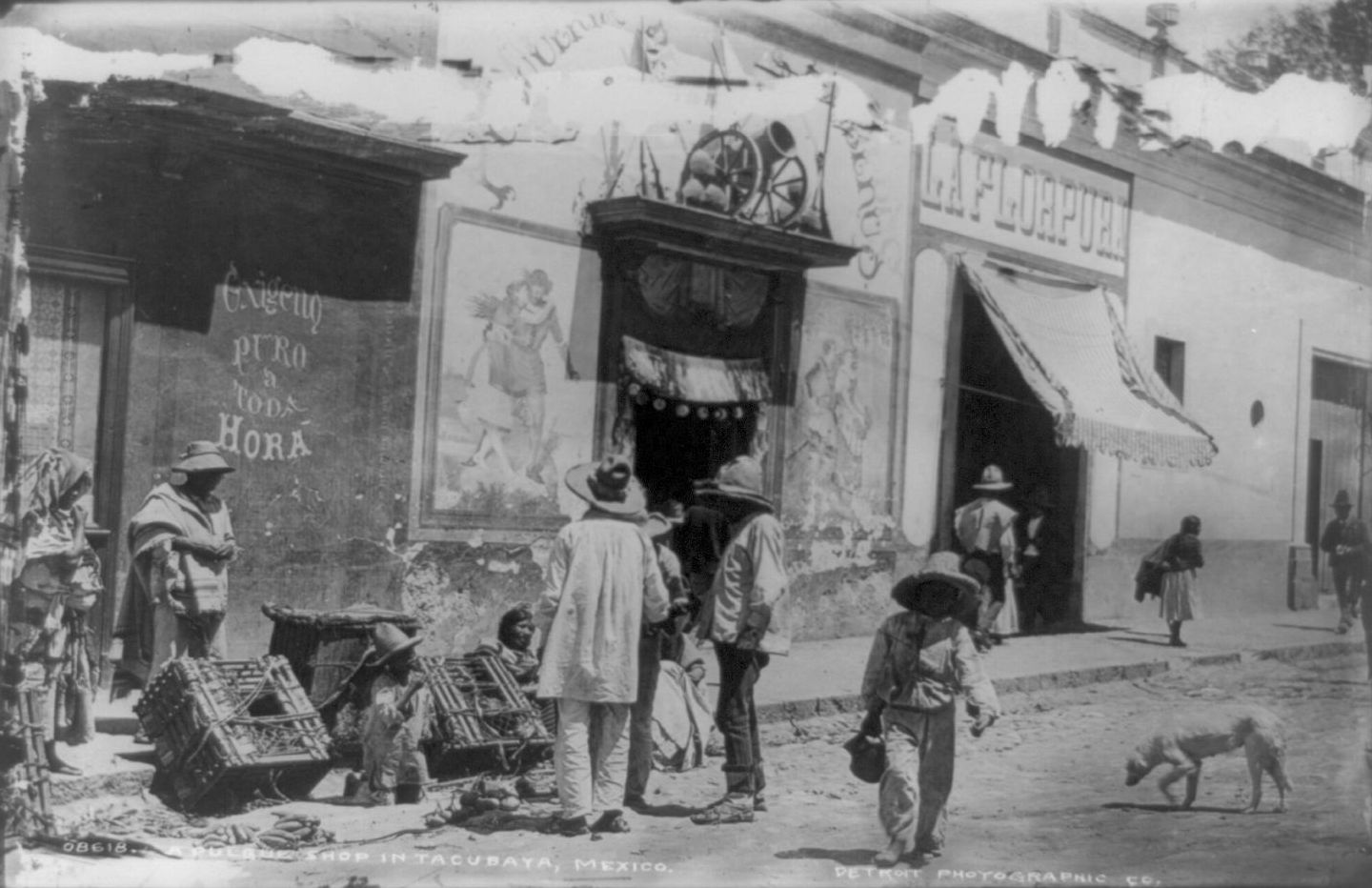
Pulquería "La Flor Pura" en Tacubaya ca. 1884

Este barrio tuvo un auge inusual durante esta época; en la guerra de intervención francesa fue escenario de los últimos estertores del imperio, en el ínterin el cercano cerro de Chapultepec, que estaba dentro de su jurisdicción, fue la sede principal del gobierno monárquico y por lo tanto sus casas se llenaron de miembros importantes del gobierno, por lo que se le comunicó con la Ciudad de México con el primer sistema regular de trenes de pasajeros, que con el tiempo llegó hasta Tlalpan, San Ángel, Cuajimalpa, Azcapotzalco y la Villa de Guadalupe. De esta infraestructura fue destacado el que se iniciara con máquinas de vapor, pero luego de descarrilamientos y falta de pasaje se optó por cambiarlo a tracción animal.

### Época porfirista

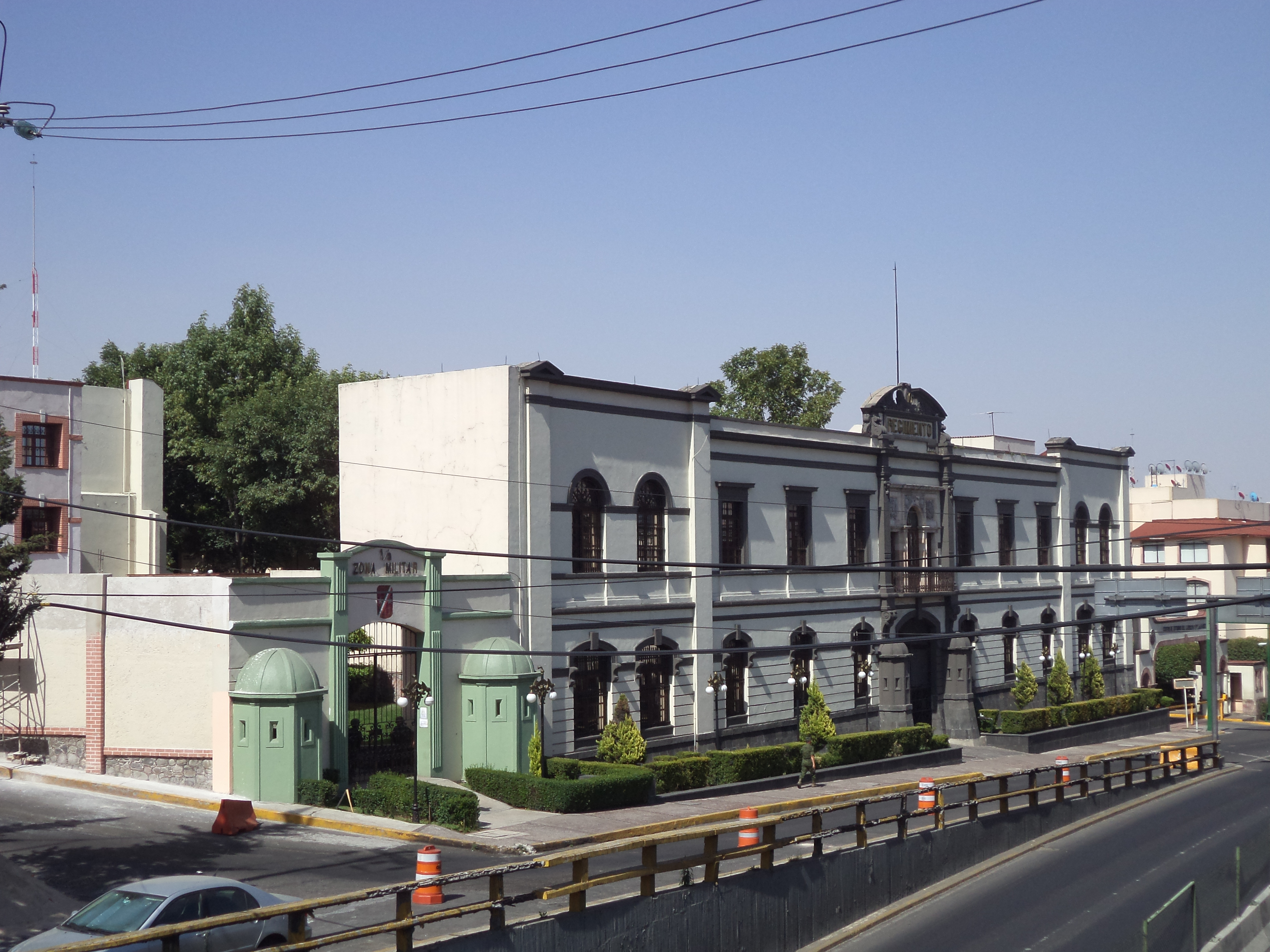
Antiguo convento de San Diego. Su fachada data del año 1900, cuando fue remodelado para convertirlo en el Cuartel del 10.º Regimiento de Caballería

En el porfiriato el pueblo empezó a crecer por lo que absorbió los pueblos cercanos como San Pedro de los Pinos, y San Miguel Chapultepec; además fue designada como cabecera de varios municipios como Santa Fe, Cuajimalpa, Tacuba y San Ángel.

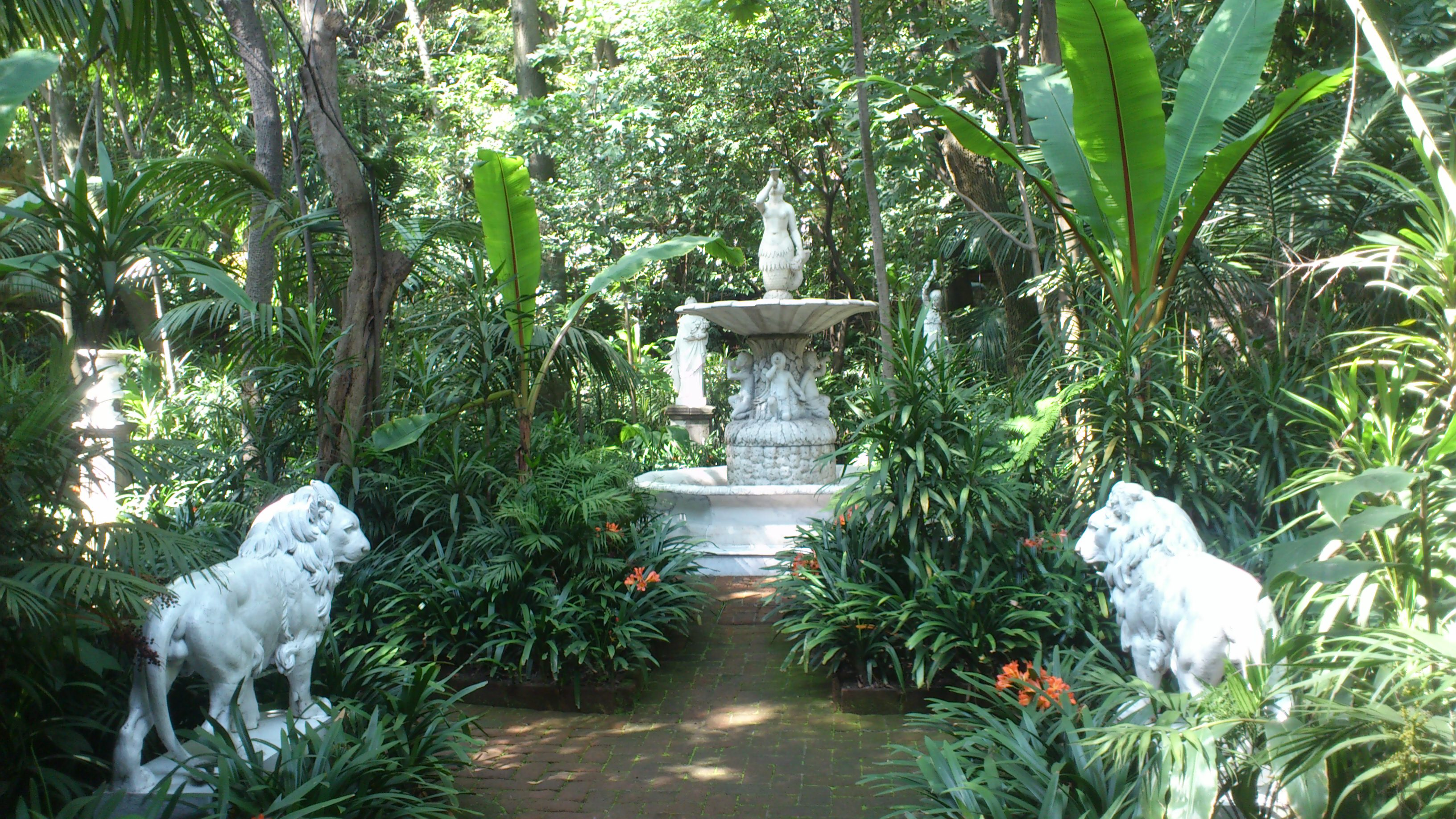
Jardín de la casa de la Bola

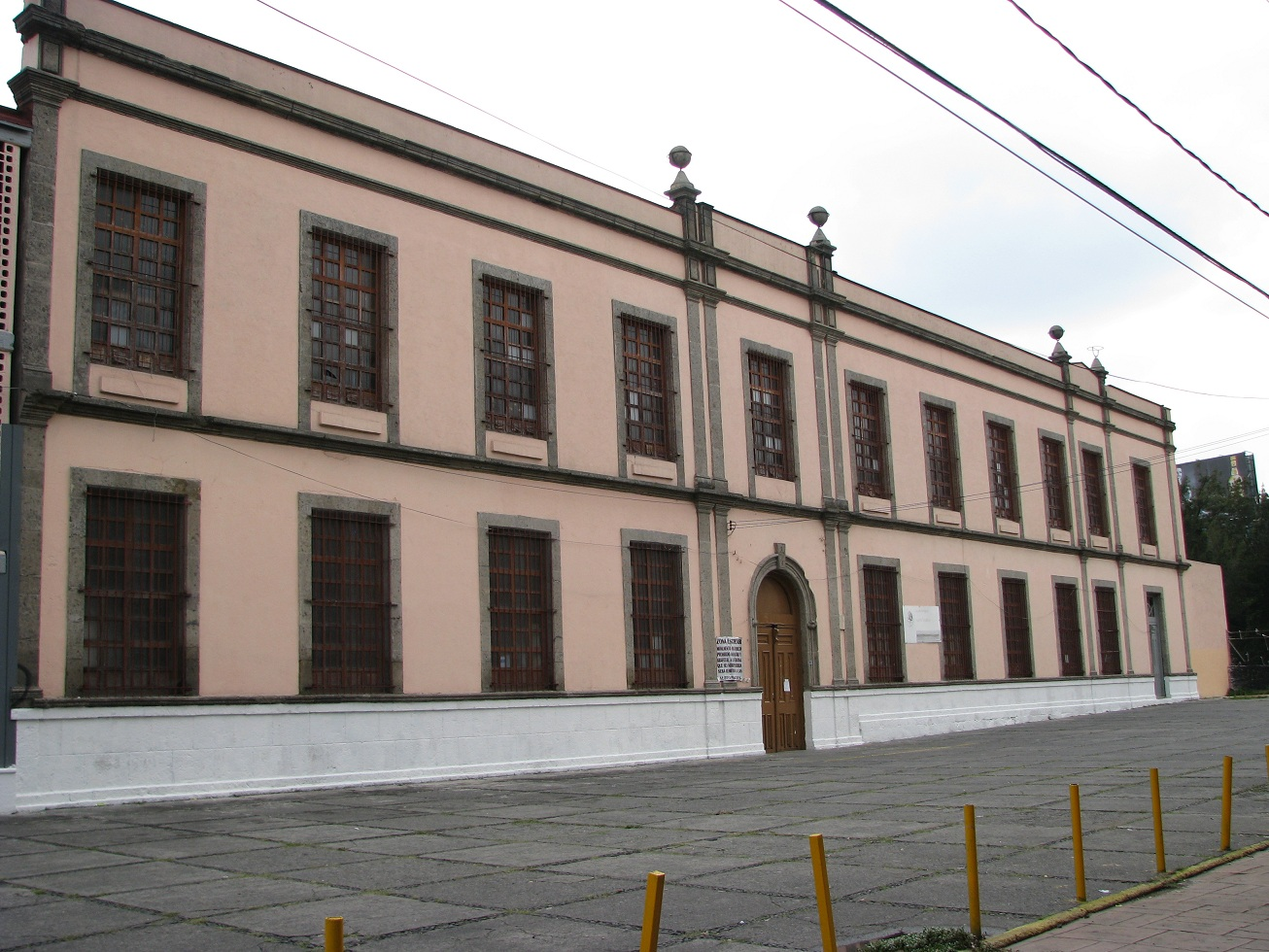
Escuela primaria Justo Sierra

Por estas fechas se terminó con dos hitos importantes en el pueblo: la clausura y nacionalización del Convento de San Diego, que se convierte en cuartel militar y el traslado de las operaciones de minería de materiales de construcción en el lomerío que suben las hoy avenidas de Observatorio y Constituyentes, al poniente de Santa Fe, mientras esta empieza a poblarse con los trabajadores domésticos que servían en las casas ricas de Tacubaya. Por otro lado se electrifican las líneas de trenes y se cambian los carros por tranvías, además de entubarse el acueducto que bajaba de Cuajimalpa y crearse el 24 de agosto de 1882 el Panteón Civil de Dolores, que como consecuencia llevó a la destrucción de varios panteones en Ciudad de México y pueblos como Tacubaya. Entre estos está el de San Andrés en los terrenos que hoy ocupa el Palacio de las Bellas Artes.
Por estas fechas inicia el fraccionamiento de las haciendas cercanas como la de la Condesa, de donde nacen las colonias Condesa, Roma y Escandón, lo que aumenta y acerca a las ciudades de México y Tacubaya. En la parte científica Porfirio Díaz muda el Observatorio Astronómico Nacional del Castillo de Chapultepec al antiguo arzobispado.

### Época revolucionaria

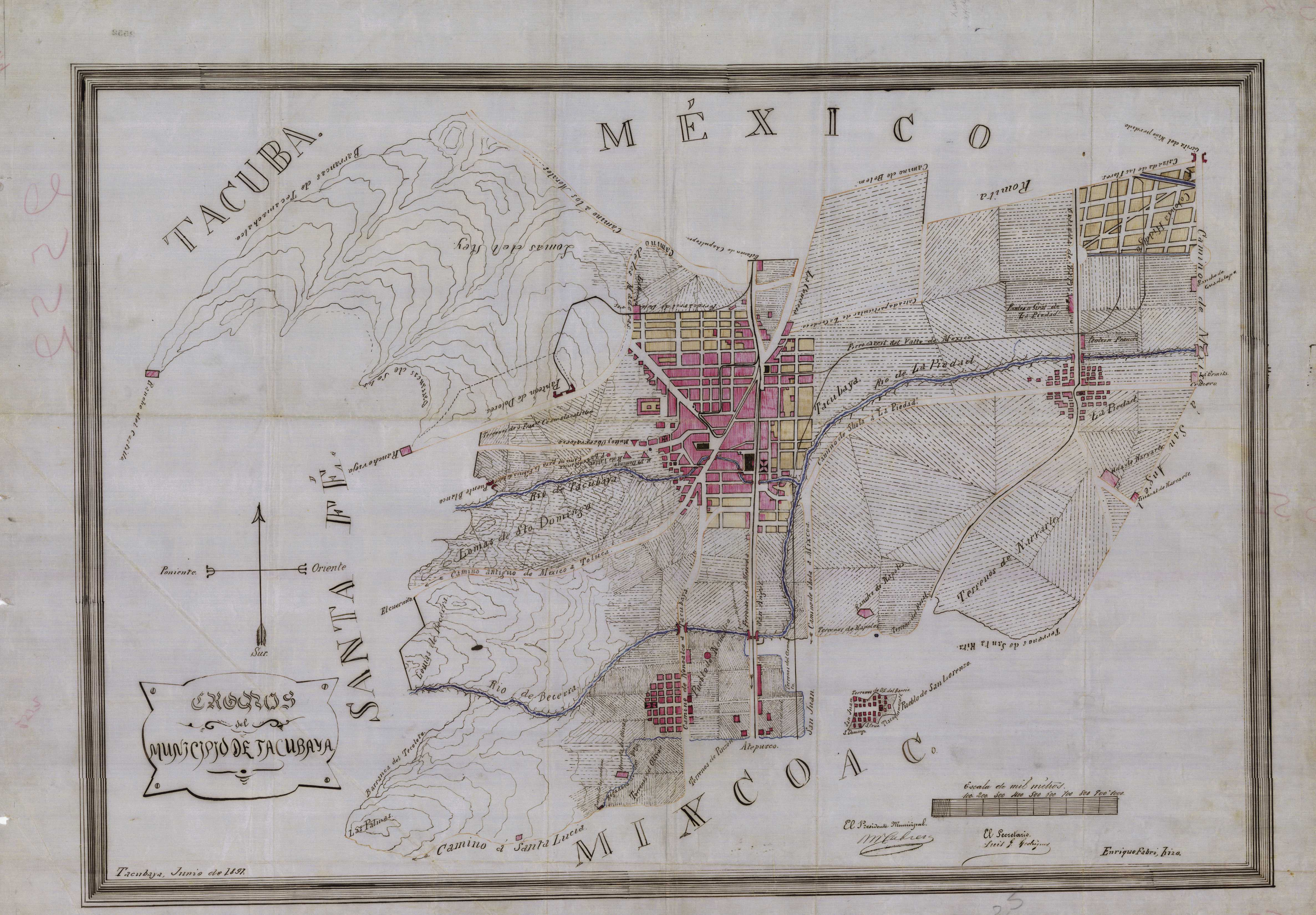
Mapa del municipio Tacubaya, 1897

Con una población predominante beneficiada del régimen, Tacubaya vio con desdén los inicios de la revolución. Su participación en la historia fue durante la noche previa a la Decena Trágica, ya que en el Cuartel del Regimiento se dieron varias de las juntas previas a la preparación del golpe de Estado, donde el general Victoriano Huerta terminó como presidente constitucional, además se cuenta que en una ladrillera cercana a la población se quemaban cadáveres de los contrarios al régimen.

### Tacubaya reciente

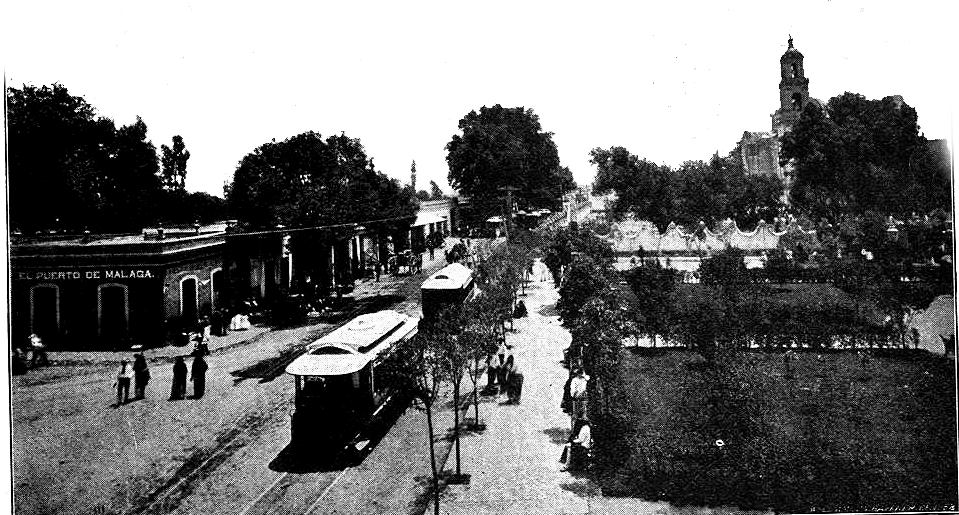
Vista sur a norte de la alameda de Tacubaya, en 1909.

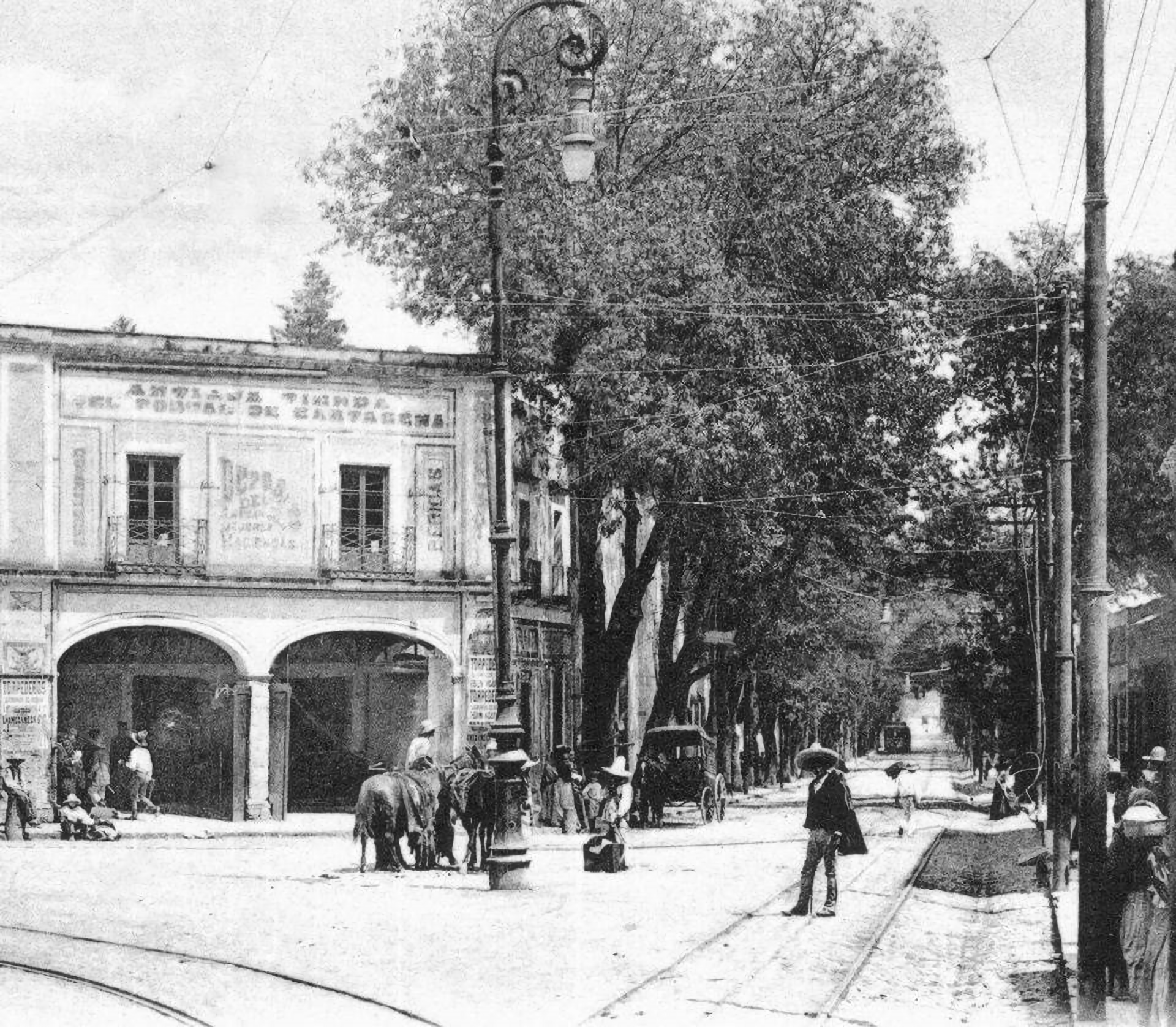
Avenida Jalisco en 1919

En 1928, ya en la época pos-revolucionaria, es desaparecido el municipio de Tacubaya, que se había formado en 1903 y en enero del año siguiente pasó a formar parte de la Municipalidad de Distrito Federal. Por lo que empieza a cambiar su carácter de pueblo por el de un barrio de la ciudad, empieza a crecer hacia el poniente sobre el camino Real a Toluca, con población migrante y pobre, lo que crea un desplazamiento de los pobladores ricos hacia las lomas de Chapultepec y la colonia Condesa, en este clima se empieza a formar la leyenda negra de Tacubaya, sobre todo en las colonias cercanas al Hospital ABC, como La Palma, 16 de septiembre, la América, Cove y Daniel Garza, que llega con el paso del tiempo a extenderse a los pueblos de Santa Fe y Santa Lucía, sobre todo en la colonia Jalalpa. Alrededor de los años 40, con el auge de las invasiones en la zona, el gobierno del Departamento Central extiende la avenida Observatorio hasta la llamada entonces Madereros, hoy Constituyentes, y amplía la avenida Revolución. Se crea la carretera federal como opción al camino real que entonces atravesaba las minas y tiraderos de Santa Fe.
Llegada la modernidad y el crecimiento de la urbe de la gran ciudad, Tacubaya perdió su esplendor a partir de los años 30 y 40; se comenzó a deforestar y extraer grandes cantidades de arena para la construcción dejando las famosas Cuevas de Tacubaya, perforaciones sobre los cerros que iban de una colonia a otra donde la gente, sobre todo niños, acostumbraban husmear. Estos enormes huecos no impidieron que se construyeran viviendas y vialidades que aún hoy sobreviven encima de esas cuevas sepultadas. Incluso, es muy común que algunos edificios "tiemblen" al día de hoy al paso de camiones pesados de carga por ese motivo, incluso, años después en 1992 un camión de carga se hundió en el pavimento, pues debajo había una cueva, en la calle Sur 140 esquina Av. Observatorio en la colonia 16 de septiembre, que implicó maniobras difíciles para rescatarlo. Se comenzaron a construir las enormes y principales vialidades de la época por iniciativa del jefe de Gobierno Uruchurtu durante la presidencia de Adolfo Ruiz Cortines, el "Anillo Periférico", el "Viaducto - Río Piedad" y avenida Observatorio que fueron motivo para derribar muchas casas de habitantes que se bañaban en el Río del lugar para construir dichas vialidades, destruyendo el entorno natural del lugar y partiendo en dos al pueblo de Tacubaya, lo que llevó a que el Río Tacubaya fuera entubado y hoy corre por debajo de la ciudad transportando aguas negras y lleva el mismo camino del "Viaducto - Río Piedad" que desemboca en el Río Churubusco en Pantitlán al oriente y corre hasta Xochiaca (también entubado), causa por la cual es normal que hoy las calles del barrio o sus alrededores se inunden en época de lluvias ya que las mismas formaban los ríos del pueblo.
En los años 30 se erigió el primer edificio más alto de Ciudad de México, el edificio "Ermita" o "Triángulo de Tacubaya", símbolo de gran lujo de aquel entonces con su estilo art déco que contrastaba con los arrabales del mismo Tacubaya, durante muchos años albergó al cine Hipódromo", hoy teatro Hipódromo. Donde era el ex-arzobispado y colegio militar, se instaló el Observatorio Astronómico y Sismológico de México, también se erigió en su "frontera" con el cerro de Chapultepec, la Residencia Oficial de Los Pinos, la que era residencia de los Presidente Mexicanos.

### Tacubaya contemporánea
En los 70 se introduce el Metro en el pueblo, que vuelve esta zona conflictiva debido a la cercanía de la plaza Cartagena, que se vuelve un centro comercial y de transporte. La imagen de la estación representa la silueta de un cántaro (recipiente para agua), haciendo referencia al nombre del lugar.
Tacubaya deja de ser suburbio y se integra al proceso modernizador, pues ahí se construye el primer edificio alto de la capital del país, el conjunto Ermita del arquitecto Juan Segura, de un estilo arquitectónico vanguardista en aquella época. Después se construyen otros edificios como el Jardín, que crearon un ambiente distinto.
En la década de 1970, con la recompostura de la organización del Distrito Federal, Tacubaya forma parte de la delegación Miguel Hidalgo, de la cual es escogida como cabecera, ya que tiene en la Casa Amarilla junto al parque Lira la sede delegacional.
En inicios de los años 80 se concluyeron los trabajos de construcción y paso de las líneas del metro que proveen transbordo, contando con las estaciones Observatorio, Constituyentes y Tacubaya, esta última parte de las líneas, 1, 7 y 9 del metro.
Ya entrados los años 80, Tacubaya fue conocida como "la ciudad perdida" ya que albergó a una población altamente marginada y con alto índice de delincuencia, que incluso fue tema de una película. Fue conocida como la tierra de nadie por estos grupos de jóvenes inconformes extendiéndose por áreas circunvecinas, la más famosa fue "La banda de los Panchitos" que tenía como miembros tanto a personas honestas como delincuentes, traficantes ilegales y asaltantes; otras bandas rivales eran conocidos como "Los Buk", para todos ellos ocasionalmente se hacían conciertos de Rock, donde el Grupo "El Tri" participó en alguna ocasión y se escuchaba por ellos música de Sex Pistols, Pantera, Iron Maiden y Ángeles del Infierno principalmente y vestían al estilo Punk de los 70. Escenificaban durante esos mismos años cruentas peleas callejeras entre pandillas con hasta 200 pandilleros a la vez con uso de tubos, piedras, cadenas y algunos maestros con el manejo de chacos, los más atrevidos con navajas y armas de fuego dejando con ello muerte (esto no confirmado, pero que se magnificó mediáticamente por el gobierno) y destrucción, la policía capitalina poco o nada podía hacer y fue muy temido el barrio en el resto de la ciudad. La pelea más cruenta se dio (como lo plasma el filme de éstas bandas) en lo que hoy es el museo de cartografía en la conjunción de la avenida Observatorio y Anillo Periférico que detuvo la circulación de automóviles por peleas en los carriles centrales y laterales de dicha vialidad con una gran movilización policiaca por tierra y aire poco vista en los 70'S y 80's' La película de 1987 titulada como "La banda de los panchitos" es un testimonio de marginación, falta de oportunidades y descomposición social que se vivió en la época en el barrio donde fueron el azote durante años. Después se fue desintegrando ya que los jóvenes maduraron y vieron una mejor vida en la honestidad y el trabajo, los que no lo hicieron así murieron asesinados por bandas rivales o por la policía, o terminaron presos, pero no todo fue así, ya que ellos mismos crearon organizaciones para mejorar la situación de los "Chavos Banda" saliendo de ellos profesionistas e incluso personajes del medio político de la capital.
Actualmente la unidad cultural e histórica que comprende Tacubaya se encuentra dividida en las colonias Bellavista, Real del Monte, Cove, Observatorio, Daniel Garza, La Palma, 16 de Septiembre, América, José María Pino Suárez, Tolteca, Corola, Santa María Nonoalco, San Pedro de los Pinos, Tacubaya, Escandón, Pólvora, El Capulín, San Miguel Chapultepec, Las Victorias y Cristo Rey.

## Personajes célebres
- Luis Barragán  (1902-1988) Arquitecto,  ganador del Premio Pritzker en 1980. Vivió en la calle General Francisco Ramírez 12, en una residencia edificada por él, catalogada como Patrimonio de la Humanidad[10]
- José María Belauzarán (1772-1857) Fraile Dieguino y sexto obispo de la diócesis de Linares. Vivió en el convento de San Diego.
- Erasmo Castellanos Quinto (1880-1955) Jurista, humanista y poeta
- Ignacio Comonfort (1812-1863) Político y militar. Fue Presidente Interino de México del 11 de diciembre de 1855 al 30 de noviembre de 1857 y Constitucional del 1 al 17 de diciembre de 1857.[11][12] Vivió en el edificio del ex arzobispado[13]
- Germán Dehesa (1944-2010) Periodista, escritor y locutor. Nació y vivió en la casa de Gral. Pedro Antonio de Los Santos 84. Actual casa del tiempo de la UAM[14]
- Mariano Escobedo (1826-1902) Político y destacado militar que luchó durante la Invasión estadounidense, la guerra de Reforma y la Segunda Intervención Francesa
- Daniel Garza (1865 - ?) Ingeniero militar, diseñador y constructor. Construyó el edificio del Centro Mercantil, así como su casa en la calle Protasio Tagle 94 y 100[15]
- Antonio de Vizarrón y Eguiarreta (1682-1747) Político y religioso Español. Obispo y virrey de la Nueva España. Mandó edificar el palacio del arzobispado de Tacubaya[16]
- Juan de Palafox y Mendoza (1600-1659), Obispo Español, consejero del Consejo Real de Indias, virrey y Capitán General de Nueva España, vivió en la casa de Rufina 40.
- Federico Gama (1963) Destacado fotógrafo documental. Vivió en su infancia en Tacubaya[17]
- José Gómez de la Cortina (1799-1860). Aristócrata, Diplomático, escritor, político y académico. Vivió en una propiedad que se encontraba en el actual parque Lira[18]
- Antonio Haghenbeck y de la Lama (1902-1991) Filántropo y coleccionista, a su muerte instituyó dos fundaciones con su nombre, una dedicada a la asistencia y otra de difusión cultural. Vivió en la casa de la bola.
- Vicente Lira Mora (1888-1966) Industrial y filántropo. Vivió en una propiedad que se encontraba en el actual parque Lira,[18] nombrado en su honor
- Concepción Lombardo de Miramón (1835-1921) Cronista, esposa del general Miguel Miramón
- Antonio López de Santa Anna (1795-1876) Político y militar. Fue Presidente de México en seis ocasiones.[19] Vivió en el edificio del ex arzobispado[13]
- Miguel Miramón (1832 - 1867) Militar conservador, Fue nombrado Presidente Interino de México en 1859.
- Ezequiel Padilla (1890-1971) Orador, político, diplomático y escritor de origen Guerrerense. Vivó en Gral. Pedro Antonio de Los Santos 84. Actual casa del tiempo de la UAM
- Carmen Mondragón "Nahui Ollin" (1893-1978) Destacada pintora, poetisa y modelo, hija del general Manuel Mondragón. Nació en la casa de General Cano 107[20] y murió en General Cano 93.
- Manuel Mondragón (1859-1922) Militar y destacado diseñador de armamento.[21] Desarrolló y patentó el Fusil Mondragón. Vivió en General Cano 107[20]
- Víctor Manuel Navarro (1954) Poeta, periodista y cronista.
- Guillermo Prieto (1818-1897) Poeta y político. Vivió en la calle Gobernador Manuel Reyes Veramendi 32[22]
- Luz Saviñon de Saviñon (1850-1902) Filántropa
- Javier Solís (1931-1966), Cantante y actor mexicano, nació y creció en Tacubaya[23]
- Justo Sierra  (1848-1912) Escritor, historiador, periodista, poeta y político. Fue Secretario de Instrucción Pública y Bellas Artes de México durante el gobierno de Porfirio Díaz
- Daniel Zaragoza "El bulldog de Tacubaya" (1957) Destacado boxeador profesional. Fue cuatro veces campeón mundial en las divisiones de Peso gallo y Peso supergallo del CMB. Nació y vivió en Tacubaya.[24]

- Vicente Zarazúa (1944) destacado tenista que jugó en la década de los 60 y 70. Junto con Rafael Osuna ganaron en la modalidad de Dobles dos oros olímpicos[n. 1] en los Juegos de México 1968, edición donde el tenis fue deporte de demostración y exhibición. Nació en Tacubaya.

También, personajes del arte la cultura y el deporte como los campeones del mundo en boxeo:Ricardo "el Finito" López , Jerry Baena (Yayo), el poeta visual y escritor Bernardo Morales, autor del merzbuch "V1xWaL" y de la nouvelle "Leonardo Márquez: Perfil literario de un criminal", el académico y escritor Rodolfo Martínez y Martínez, coautor de las "Directrices de comunicación intercultural" y autor de la novela inédita El Tigre de Tacubaya, la actriz Claudia Hernández Castillo (que aparece en la película "Lolo", filmada en Tacubaya), el escritor y poeta Víctor Manuel Otero González, el escultor Antonio Nava Tirado, el cantante y actor Emilio Tuero, y los toreros Jesús Solorzano (padre) y César Pastor.

## Obras culturales
Tacubaya ha sido escenario de películas como Los olvidados (1950), Días de otoño, El hombre de papel, El Tacos de Oro, La banda de los Panchitos, Amores perros, Amar te duele y Perfume de violetas, entre otras.[cita requerida]

## Actualidad

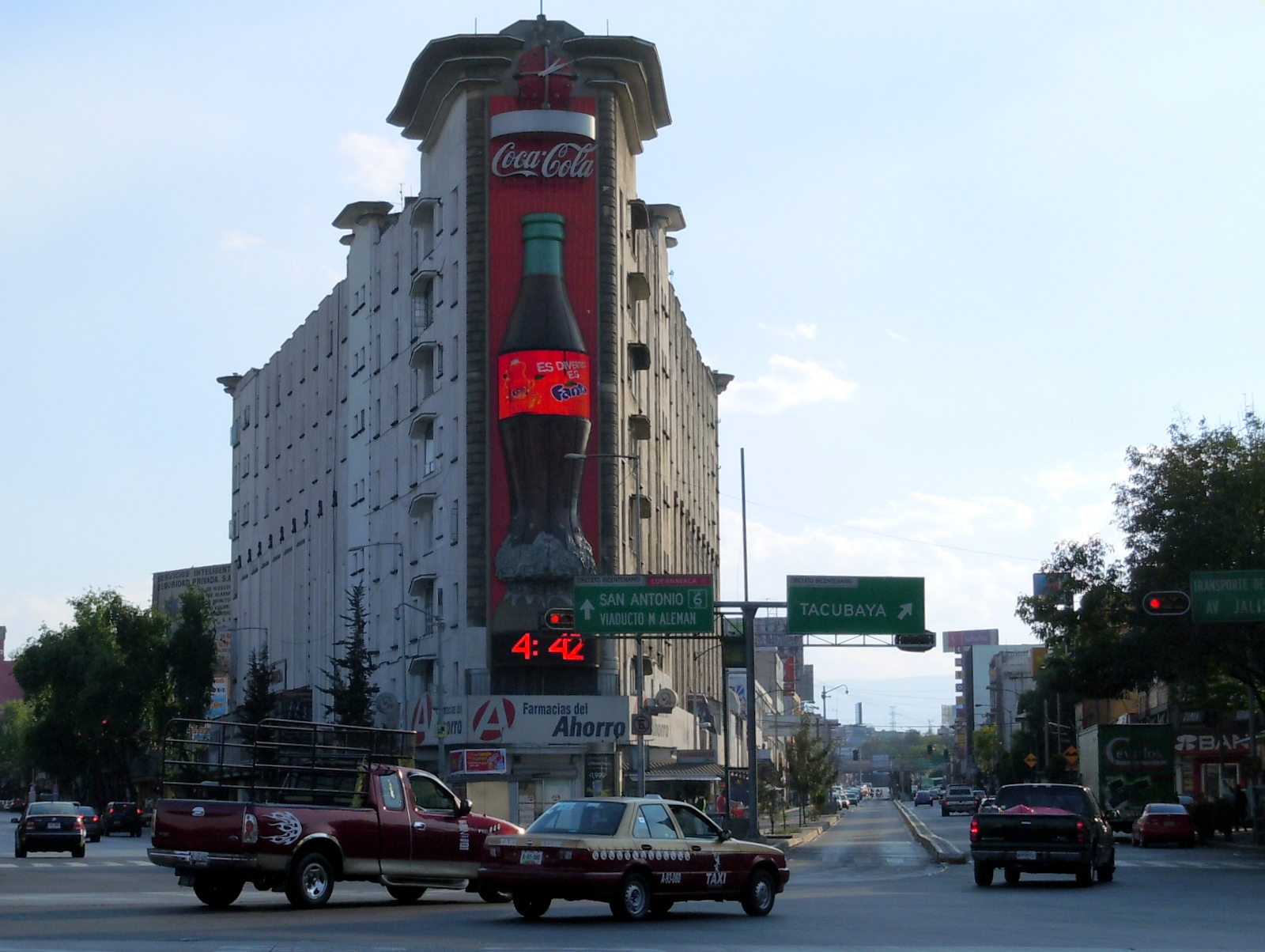
El Edificio Ermita, obra del arquitecto Juan Segura, concluida en 1935.

El barrio posee tradicionales bares y restaurantes con música de variados tipos como bolero, romántico, norteño, reguetón y rock de calidad, alberga actualmente al Centro Médico ABC, el colegio americano, la empresa de artículos escolares Baco, la "Academia Militarizada México" fundada en 1942 por decreto presidencial, cuya primera sede fue la famosa residencia de la familia Buck y Escandón y que funcionó hasta el año 2006, la embajada de la Federación Rusa, la Procuraduría Federal del Consumidor de México, el Panteón Civil de Dolores (donde se sepultaron personajes ilustres como Guillermo Prieto e Ignacio Ramírez "El Nigromante"), el Hospital Pediátrico de Tacubaya y la Residencia Oficial de Los Pinos, que se creó en los 30 en un rancho llamado “La Hormiga” al que le fue cambiado el nombre por los Cárdenas en recuerdo de una propiedad que tenían en Michoacán. En las cercanías se cuenta con la Central de Autobuses Poniente, el actual World Trade Center México antes conocido como Hotel de México (en el antiguo rancho de Nápoles), el edificio del Instituto Mexicano del Seguro Social en lo que se conoce ahora como la Colonia Condesa y el centro de espectáculos del Hotel Courtyard Mexico City Revolución (antes Radisson Hotel Flamingos), el centro comercial Santa Fe que concentra edificios de oficinas, corporativos nacionales y transnacionales.
El 17 de diciembre de 2008 entró en operación la segunda línea de Metrobús, que va de Tacubaya a Tepalcates, que traslada a 142.8 mil pasajeros en día laborable.
La construcción de esta línea requirió de una inversión de casi 800 millones de pesos, mide 38 kilómetros y cuenta con 34 estaciones y dos terminales. Con la implementación de esta ruta se pretendió reducir el impacto contaminante, tiempos de recorrido y hasta cambiar el entorno inseguro del oriente de la Ciudad. La Línea cuenta con tres rutas: de Tepalcates hasta Tacubaya, de Tepalcates a Coyuya y de Tepalcates al Polifórum.
En general, es un barrio tranquilo, a pesar de que el metro tiene una gran afluencia diaria, pero aún se encuentran en la memoria las pandillas como los Forasteros, los Panchitos, los Mau Mau, etcétera que en su momento asolaron y dirigieron la vida del barrio.

## Centros escolares
Cuenta también con la representación de las más importantes casas de estudios: la Preparatoria número 4 "Vidal Castañeda y Najera", de la Universidad Nacional Autónoma de México y también el plantel n.º 4 "Lázaro Cárdenas" del Centro de Estudios Científicos y Tecnológicos del Instituto Politécnico Nacional, secundaria N°331 Margarita Paz Paredes), también en ella se aloja la Universidad de La Salle, las secundarias técnicas n.º 4 y 8, entre otras diurnas como la n.º 17 y el colegio Luz Saviñón fundado en 1903. Sin faltar el jardín de Niños José María Morelos ubicado en avenida Revolución entre las calles de Progreso y Benjamin Franklin, así como la Secundaria número 97 Juan Enrique Pestalozzi en la calle Ciencias número 76 entre las calles Progreso y Martí y la escuela Primaria Naciones Unidas ubicada en la avenida Primero de Mayo.
Desde 1942 y hasta 2006, estuvo en Tacubaya la Academia Militarizada México, primera escuela reconocida por la Secretaría de la Defensa Nacional, como escuela militar.

## Centros hospitalarios y de urgencias
- Centro pediátrico Tacubaya
- Centro de salud comunitario del Gobierno de la Ciudad de México Ángel Brioso Vasconcelos
- Hospital Ángeles Mocel
- Hospital ABC
- Clínica n.º 9 Unidad médica familiar del IMSS
- Clínica n.º 12 Unidad médica familiar del IMSS
- Hospital DioMed
- Hospital Ángeles de México
- Estación de la Salud, ubicada al interior de la estación del Metro Tacubaya antes de la salida surponiente de avenida Jalisco y calle Rufina.
- Hospital Escandón

## Transporte y vialidades principales
- Metro: Tacubaya, líneas 1, 7 y 9.Observatorio Línea 1.
- Metrobús: Estaciones: Tacubaya, Antonio Maceo y Parque Lira, Línea 2 (Tacubaya - Tepalcates)
- Avenidas principales: Av. Observatorio y Av. Constituyentes conexiones que entroncan a Prolongación de paseo de la Reforma y carretera México-Toluca, Av. Camino Real a Toluca, Av. Alta Tensión, Av. Vasco de Quiroga, Anillo Periférico (desde Av. San Antonio a Av. Molino del Rey), Av. Revolución, Av. Patriotismo e inicio del Circuito Interior y del Viaducto Miguel Alemán.
- CETRAM del Metro Tacubaya, CETRAM del Metro Observatorio
- Terminal Central de Autobuses del Poniente

## Sitios de interés
- Parque Lira
- Alameda de Tacubaya
- Residencia Oficial de los Pinos
- Panteón Civil de Dolores
- Edificio Ermita

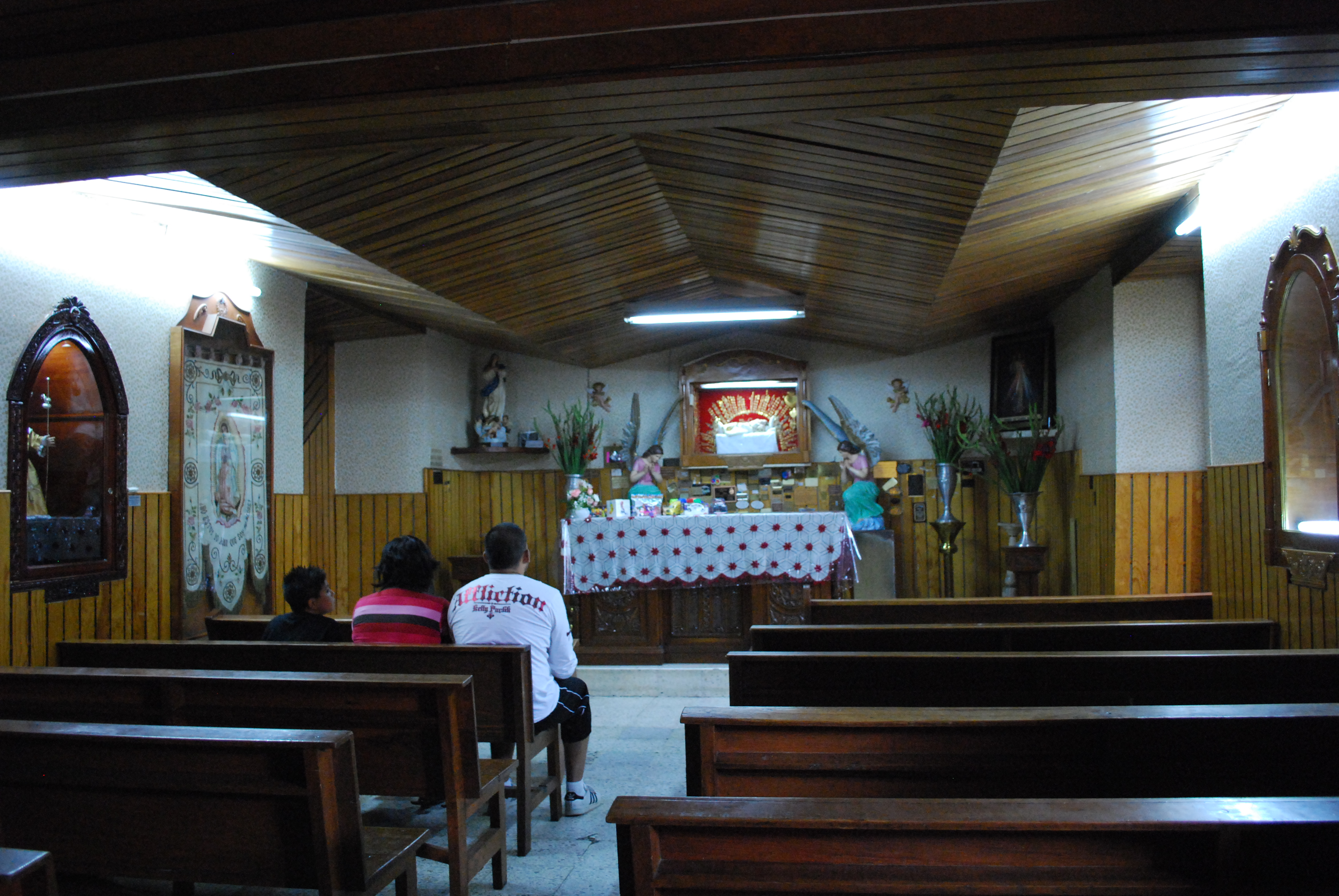
Interior de lo que fue la capilla del Niño de las Suertes en el barrio de Tacubaya.

- Servicio Meteorológico Nacional ubicado en la Antigua Casa del Arzobispado
- Asilo de ancianos de la Fundación Mier y Pesado

Museos
- Museo Nacional de Cartografía
- Museo Casa de la Bola
- Casa Luis Barragán
- Museo de Geofísica de la UNAM[25]
- Mapoteca Manuel Orozco y Berra[26]
- Museo del Escritor (cerrado)

Oficinas Gubernamentales
- Embajada de Rusia en México
- La Casa Amarilla, sede de la alcaldía Miguel Hidalgo

Iglesias
- Templo y ex convento de Santo Domingo: (Parroquia de la Candelaria, Templo de la Purificación de María)[27]
- Ex Convento de San Bernardo (donde hasta noviembre de 2010 se veneró al Santo Niño Jesús 'de las Suertes, que fue trasladado de Tacubaya a Xochimilco por las religiosas de la Orden de San Bernardo, con el fin de usufructuar su culto en el sur de la ciudad una vez que en Tacubaya dejó de ser rentable).
- Templo de San Juan Bautista
- Templo de la Santísima Trinidad